# Bandera de Costa de Marfil
La bandera de Costa de Marfil es una bandera tricolor, inspirada en la bandera de Francia, que está formada por tres franjas verticales de igual anchura, siendo de color naranja la del lado del asta, de color blanca la central y verde la exterior. Sus franjas son idénticas a las de la bandera de Irlanda, diferenciándose en el orden de la secuencia de colores y en la proporción de su tamaño.

## Bandera de Francia

Bandera de África Occidental Francesa (1896-1958)
Bandera de África Occidental Francesa (1958-1959)

## Simbolismo

Bandera de Irlanda

El color naranja representa la tierra y las sabanas del norte del país. El color blanco representa la paz. Mientras que el color verde representa la esperanza y los bosques del sur. Es similar a la bandera de Irlanda de la que se diferencian en sus colores y por sus diferentes propopciones. La bandera Irlandesa no es igual ya que presenta un orden inverso en sus colores y tiene proporciones diferentes con la marfileña.